# Gottlieb Hering
Gottlieb Hering (2. června 1887 – 9. října 1945) byl velitelem SS. Účastnil se akcí Reinhard a T4 a byl druhým a také posledním velitelem vyhlazovacího tábora Belzec. Hering se přímo podílel na genocidě židovského národa a spáchal mnoho vražd.

## Život v mládí
Hering se narodil a vyrůstal ve městě Warmbronn. Po ukončení školní docházky pracoval na farmě nedaleko svého domova. Mezi lety 1907–1909 působil u vojska, konkrétně u pluku „König Wilhelm I.“ Následně se rozhodl pro další setrvání v armádě a dobrovolně si prodloužil službu o další tři roky. V roce 1912 se přidal k policii ve městě Heilbronn a v roce 1914 se oženil a měl jednoho syna.
Během první světové války byl Hering povolán, aby sloužil u kulometné roty 123. pluku. V roce 1915 s ní bojoval ve Francii a na západní frontě a setrval zde až do podepsání příměří v roce 1918. Za tu dobu povýšil do hodnosti četaře. Byl mu udělen Železný kříž I. třídy. Krátce po válce se vrátil k práci policisty ve městě Heilbronn.

## Kariéra u policie a SS
V roce 1919 se u policie posunul na kriminální oddělení (Kripo) v Göppingen poblíž Stuttgartu a získal práci detektiva. V roce 1920 vstoupil do SPD (Sociálnědemokratická strana Německa). Během Výmarské republiky rázně zakročoval proti NSDAP, SA i SS. Byla mu dána přezdívka „náckožrout“. V roce 1933 se však nacisté dostali k moci (Machtergreifung) a vehementně se dožadovali jeho propuštění z policie. Ovšem Heringovi pomohl fakt, že se už od roku 1912 při práci pro kriminální policii znal s jeho pozdějším představeným Christianem Wirthem. Navzdory hlasitým protestům místních SA a SS tak Hering nadále pokračoval v práci u policie. Přesto však podlehl a v květnu 1933 vstoupil do NSDAP, proti které do nedávna bojoval. V roce 1934 byl jmenován hlavním velitelem kriminální policie v Göppingen. Po vypuknutí druhé světové války, konkrétně v prosinci 1939, byl Hering společně s dalšími vysokými důstojníky kriminální policie převelen do polské Gdyně. Jeho úkolem bylo přemístění tzv. Volksdeutsche do Generálního gouvernementu.
Koncem roku 1940 Hering zastával různé funkce v rámci akce T4. Po skončení svého úkolu v Gdyni byl převezen do centra eutanazie v Sonnensteinu, kde sloužil jako asistent pro policistu jménem Schemel. Poté se stal vedoucím v stejného centra v Hartheimu, souběžně také působil v Hadamaru a Bernburgu.
Po skončení akce T4 byl Hering převelen do Prahy na místní oddělení SD. Zde pobýval až do června 1942, kdy byl povolán do akce Reinhard, konkrétně do Lublinu. V srpnu 1942 zde nahradil svého dobrého známého Christiana Wirtha ve funkci velitele vyhlazovacího tábora Belzec. V táboře Hering sloužil jako velitel, a to až do jeho uzavření v červnu 1943. V březnu 1943, po návštěvě Heinricha Himmlera, byl povýšen do hodnosti SS-Hauptsturmführer (kapitán).
Jeden z podřízených Heringa, konkrétně Scharführer Heinrich Unverhau, svědčil o dvojici Hering a Wirth následovně: „Oba dva to byli zlí lidé a personál z nich měl strach a báli se jich. Hering dokonce zastřelil dva ukrajinské strážné za to, že se jim nelíbilo, co se v Belzecu děje.“
Jeden z mála přeživších vězňů, Rudolf Reder, o Heringovi vypověděl následovně: „Byl to vysoký tyran s širokými rameny a bezvýrazným obličejem. Již od pohledu působil dojmem bandity. Jednoho dne, když přestal fungovat motor na plynování lidí, tak dal objednat jeho opravu a nedovolil lidem v plynových komorách vylézt ven, ti museli čekat, než se motor opraví, aby mohlo být dílo dokončeno. Do tábora chodil velmi zřídka, ale když už v něm byl tak se ho báli i samotní SS. Bydlel sám a měl pouze svého ukrajinského poskoka.“
Polák, Tadeusz Misiewicz, který pracoval na nádraží v Belzeci vyprávěl o Heringovi následující: „Hering si pro sebe vynalezl nový druh zábavy, kterým se nesmírně bavil. Zábava spočívala v tom, že nechal Žida přivázat lanem ke svému vozu a Žid byl nucen za vozem utíkat a při tom na něj byl štván pes, který Žida kousal. Takto s Židem projel po městě Belzec a jeho obyvatelé toho byli svědky.“

## Po operaci Reinhard
Po skončení operace Reinhard byl Hering převelen do koncentračního tábora Poniatow, který byl pobočným táborem Majdanku. Zde se stal také velitelem. Netrvalo to však dlouho, protože ve dnech 3. a 4. listopadu 1943 německá policie zabila zbytek Židů v tzv. akci Erntefest, čímž byla operace Reinhard teprve definitivně dokončena. Hering se následně připojil ke svým kolegům z SS, kteří byli odveleni do Terstu v Itálii, aby zde sváděli boje s místními partyzány a vyvraždili i místní Židy. Hering zemřel dne 9. října 1945 za záhadných okolností v čekárně nemocnice sv. Kateřiny v Stetten im Remstal.